# Alternanthera brasiliana
Espèce
Classification APG III (2009)
Alternanthera brasiliana est une plante herbacée de la famille des Chenopodiaceae, ou des Amaranthaceae, selon la classification envisagée.

## Systématique
Cette espèce a été décrite en 1756 par Carl von Linné sous le nom Gomphrena brasiliana. Elle a été rebaptisée en Alternanthera brasiliana par Carl Ernst Otto Kuntze en 1891.